# Teodozjusz Romanos z Takrit
Teodozjusz Romanos z Takrit (ur. ? w Takrit, zm. 896) – w latach 887–896 56. syryjsko-prawosławny Patriarcha Antiochii.